# 半壁桥 (北京故宫)

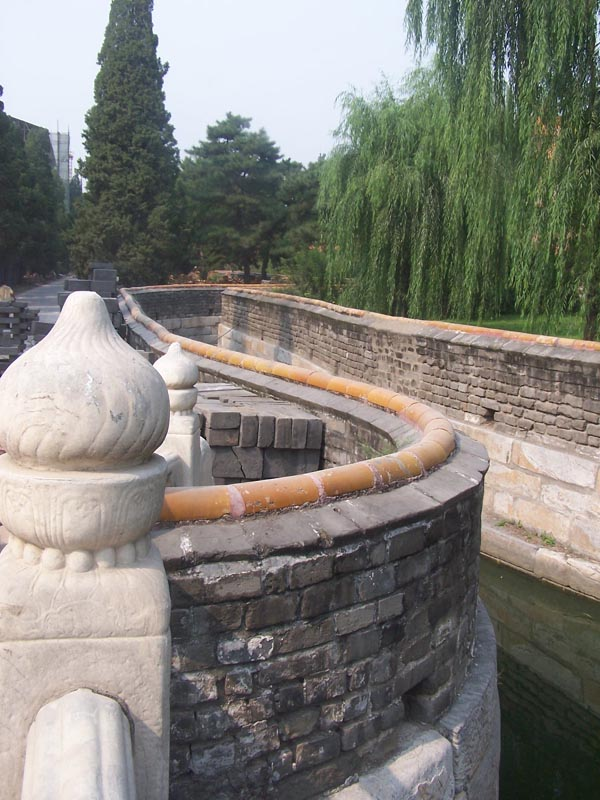
从半壁桥上向北望内金水河。近处为半壁桥的汉白玉栏杆

半壁桥，位于紫禁城协和门东北侧，是内金水河上的桥梁。

## 简介
半壁桥位于协和门东北侧。内金水河从太和门前自西向东流，在协和门以北的廊房地下变成暗沟穿过，再经过半壁桥下流出，重新露出地面。所以半壁桥只有东侧有桥栏，故称“半壁桥”。内金水河自半壁桥流出后，随即折向北流去，最后流入文渊阁西墙，经过文渊阁前的方池。